# Ktyr caucasicus
Ktyr caucasicus là một loài ruồi trong họ Asilidae. Ktyr caucasicus được Richter miêu tả năm 1963. Loài này phân bố ở vùng Cổ Bắc giới.